# Kulmbacher Straße (Bayreuth)

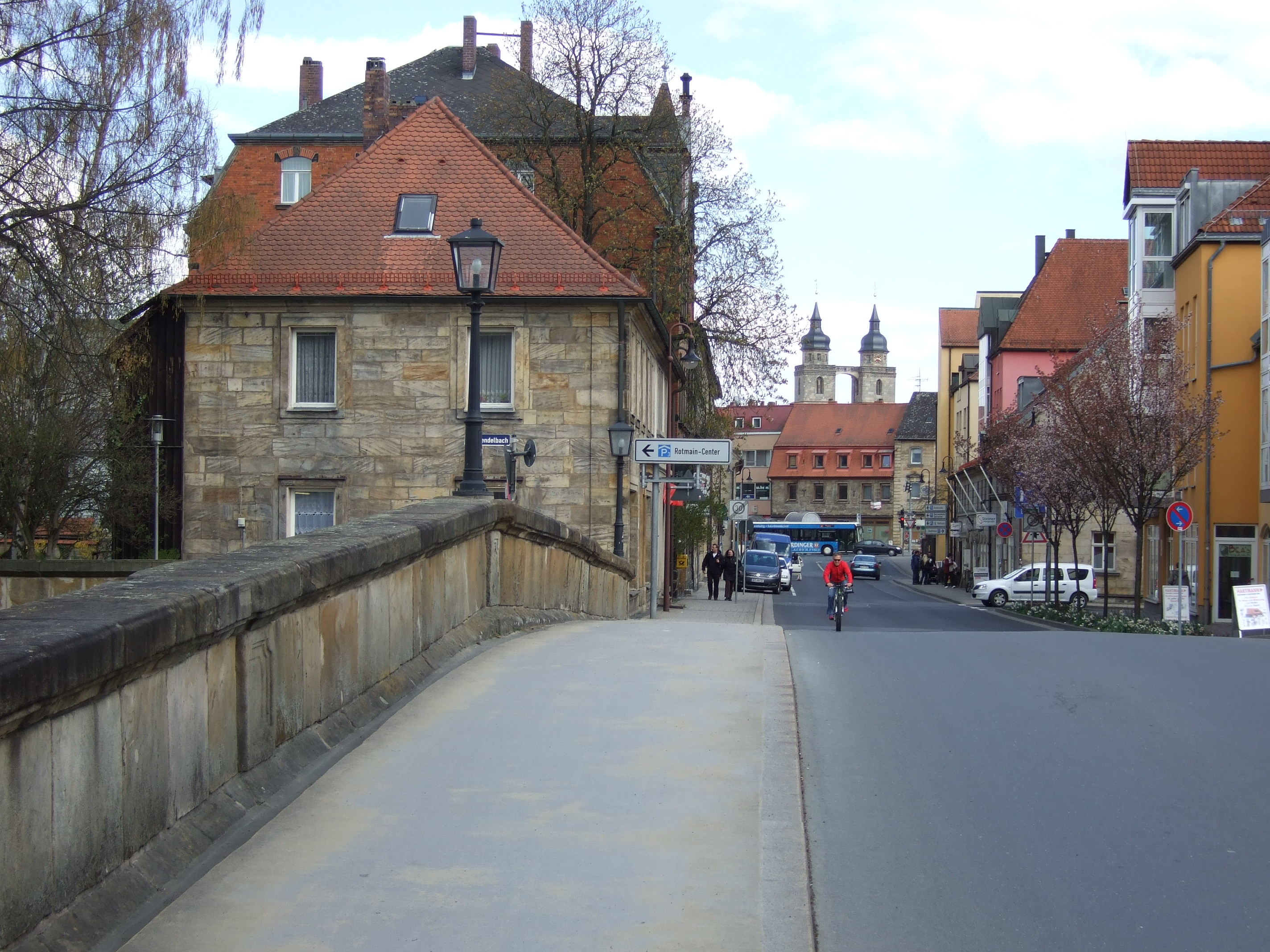
Kulmbacher Straße – im Vordergrund die Brücke über den Mistelbach, links das ehemalige „Wachthauß“ am „Culmbacher Thor“

Die Kulmbacher Straße ist eine Straße in der oberfränkischen Stadt Bayreuth.

## Geschichte und Beschreibung

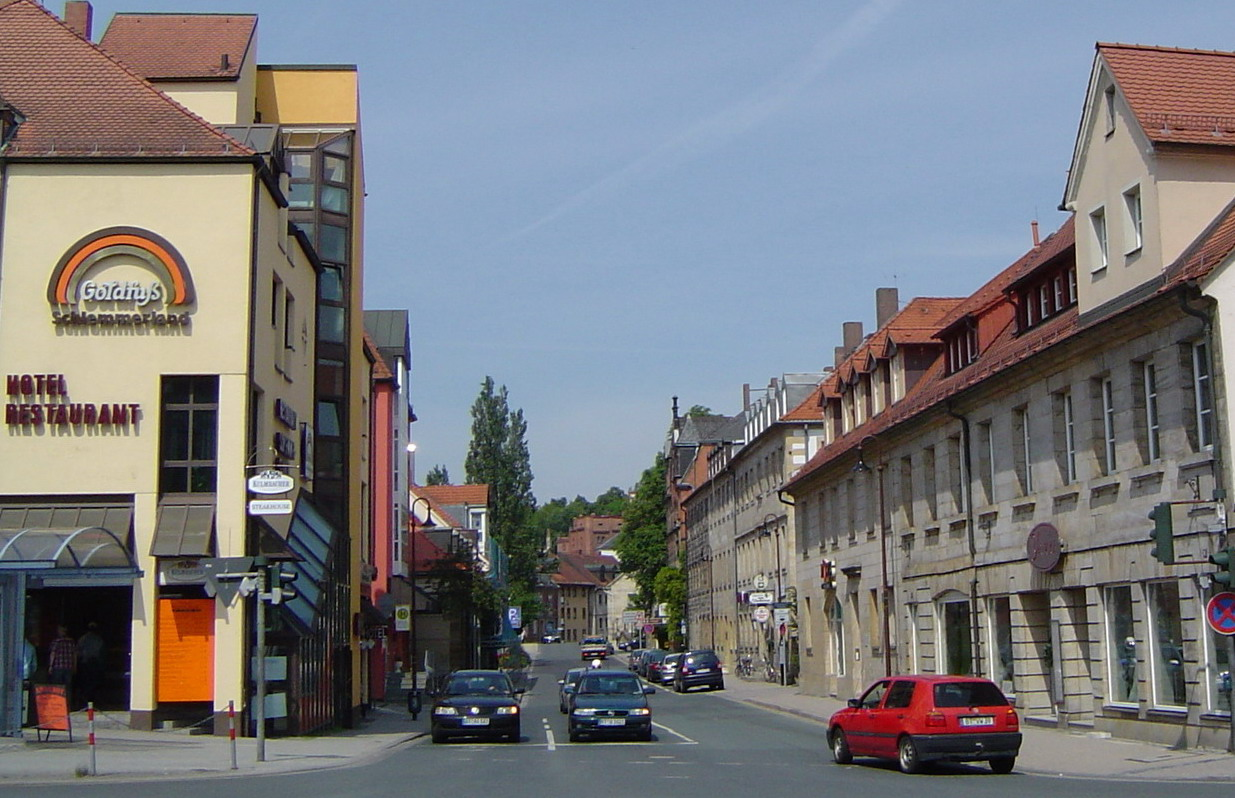
Blick vom Hohenzollernring in die Kulmbacher Straße

Die Straße trägt ihren Namen als historische Landstraße in Richtung Kulmbach. Sie wurde bereits 1447 gepflastert und früher als Steingasse bzw. Steinweg bezeichnet. Die vor 1447 erbaute Brücke über den Mistelbach ist die älteste Brücke der Stadt.

Blick über die Mistelbachbrücke in Richtung Innenstadt (um 1910)

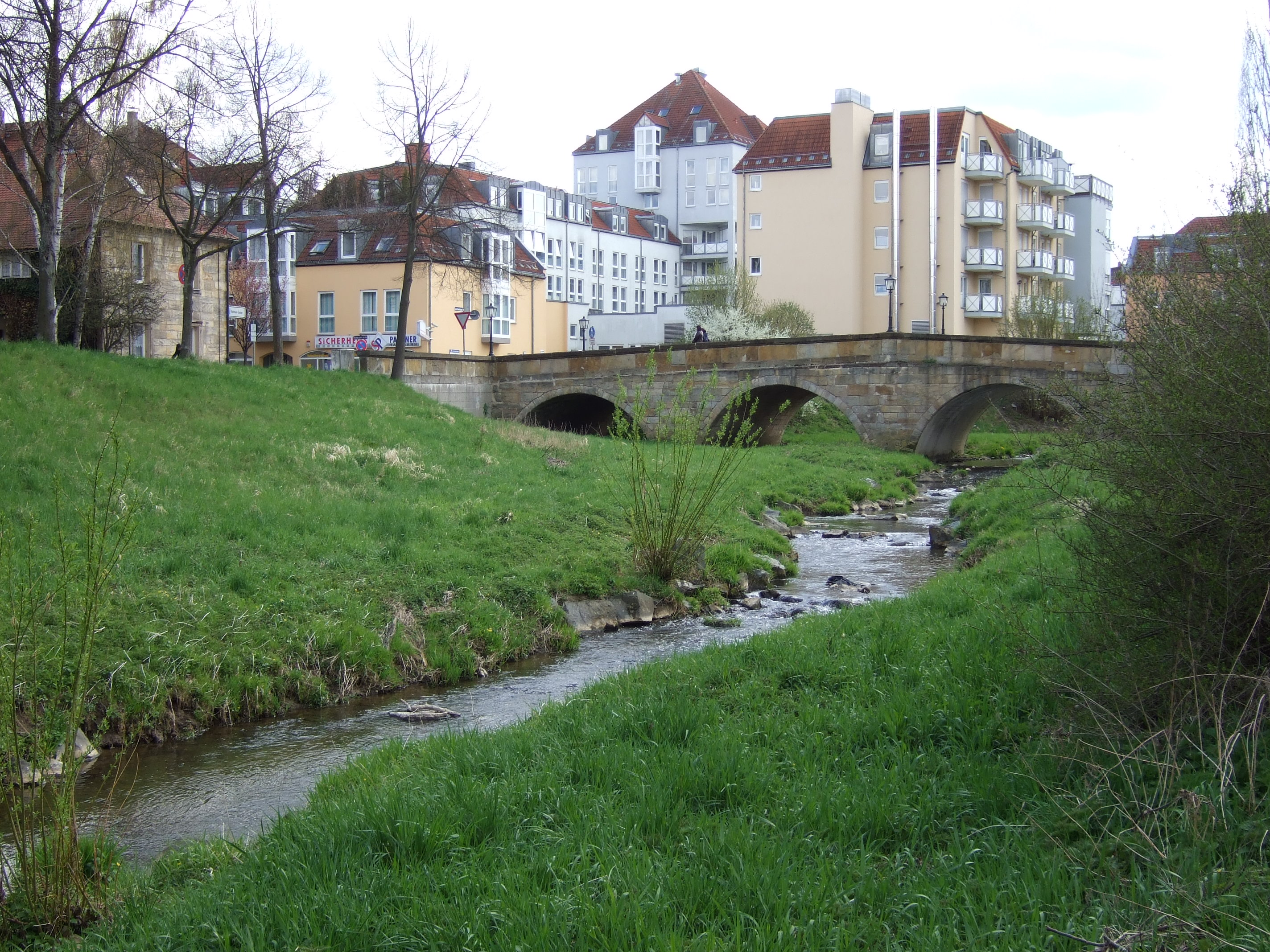
Mistelbach mit Brücke der Kulmbacher Straße – im Hintergrund Neubauten auf dem Gelände der einstigen Mälzerei

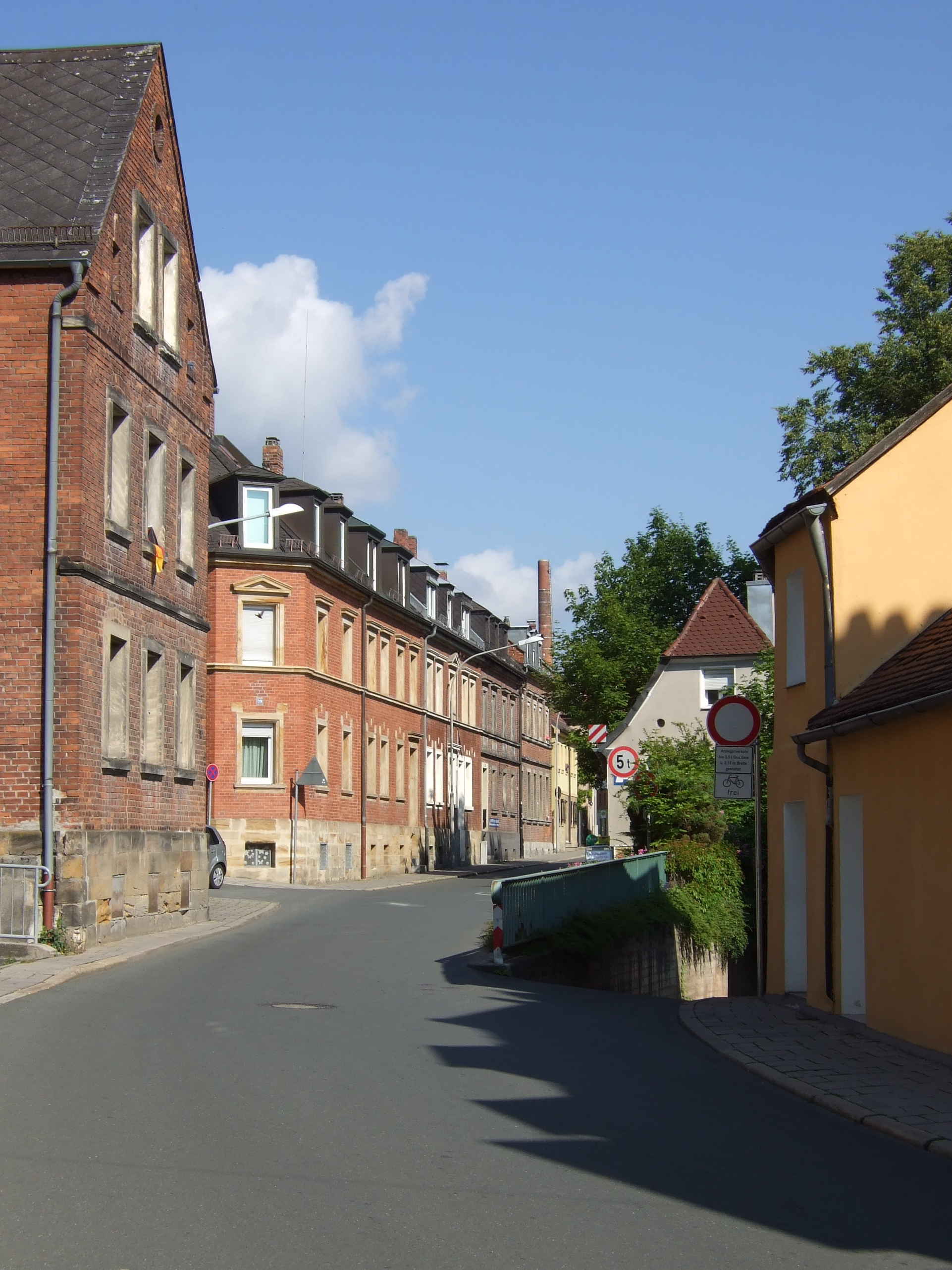
Kulmbacher Straße im Stadtteil Kreuz am Abzweig der Straße Herzog

Bei einer Gesamtlänge von ca. 2600 m lässt sich die Kulmbacher Straße in drei Abschnitte einteilen. Die ersten 160 m liegen im Bereich der südwestlichen Innenstadt, dieses Gebiet zwischen dem ehemaligen Unteren Tor und der Mistelbachbrücke bezeichnete Johann Sebastian König um 1800 als „Vorstadt vor dem Culmbacher Thor“. Westlich der Brücke beginnt ein 820 m langer Abschnitt im Stadtteil Kreuz. Als Fortsetzung der Hindenburgstraße führt sie auf ihren letzten 1600 m bis zur Stadtgrenze durch ein Mischgebiet mit Nachkriegsbebauung.
Die Straße begann an der Gabelung mit der Erlanger Straße, die außerhalb der Stadtmauer vor dem südwestlichen Stadttor („Unteres Tor“) lag. Diese Stelle, in die die heutige untere Maximilianstraße und später auch die Straßen Wolfsgasse und Graben mündeten, fiel in den 1970er Jahren dem Bau der vierspurigen Innenstadt–Umgehungsstraße „Stadtkernring“ zum Opfer. Seitdem beginnt die Kulmbacher Straße stadtseitig am neu geschaffenen Hohenzollernring.
Auf den ersten Metern bis zur Brücke über den Mistelbach, wo sie die Innenstadt verlässt, verläuft sie geradlinig und horizontal in östlicher Richtung. Jenseits der Brücke im Stadtteil Kreuz gelegen schwenkt sie nach Nordosten hin ab, bekommt einen eher gewundenen Verlauf und gewinnt dem Talhang des Roten Mains folgend in dessen Längsrichtung an Höhe.
Diesseits der Brücke wies die Straße früher, mit Ausnahme des aufgelassenen „Brunsgässlas“, einem Seitenarm der Austraße zwischen den Häusern Nr. 7 und Nr. 9, und der Austraße selbst (zwischen den Häusern Nr. 9 und Nr. 11, jetzt in diesem Abschnitt zur Straße Unteres Tor gehörig) keine weiteren abgehenden Straßen auf. Zwischen den Häusern 16 und 16 ½ führte ein gepflasterter Zugang zu den dahinterliegenden Produktions- und Verkaufsräumen der Öl- und Fettfabrik J.S. Böhmer. Heute münden auf der Nordseite die Straßen Gerberplatz (angelegt 1989) und Am Sendelbach (angelegt 1979) ein. Auf der Südseite stößt zwischen den Häusern 3 und 5 ein 1983 angelegter Arm der Straße Unteres Tor auf die Kulmbacher Straße.
Stadtauswärts erwähnte Johann Sebastian König um 1800 das „Culmbacher Thor“ unmittelbar an der Brücke über den Mistelbach. Zwischen dem „Wachthaus“ (Nr. 22) und dem Haus Nr. 13 gelegen wies es aber nicht mehr als einen Schlagbaum auf.
In Höhe der Einmündung der Straße Kreuz wurde 1410 erstmals eine Kapelle zum Heiligen Kreuz erwähnt, die dem Stadtteil Kreuz den Namen gab. Das folgende Gebiet, auf dem sich rechts der Straße im 19. Jahrhundert zwei Brauereien ansiedelten, wird auch als „Herzog“ bezeichnet. Dort geht in Höhe der Kulmbacher Straße 56 die gleichnamige Straße ab.
Jenseits der Industriebauten der Bayreuther Bierbrauerei fällt die Straße wieder zum Roten Main hin ab. Linker Hand existierte, als Erstlingswerk des Architekten Hans Reissinger, zwischen der Fröbelstraße und der Dr.-Würzburger-Straße (damals Mosinger Weg) seit 1919 die Kriegsbeschädigtensiedlung Herzoghöhe. 1973 wurde der Abbruch der 24 Einfamilienhäuser verfügt, an deren Stelle errichtete der Bauverein Bayreuth mehrgeschossige Wohnblocks in Plattenbauweise.
An der Kreuzung mit dem Straßenzug Dr.-Würzburger-Straße–Nordring ist die Kulmbacher Straße für den stadtauswärtigen Durchgangsverkehr unterbrochen, ihre Funktion als Ausfallstraße hat die Hindenburgstraße übernommen. Unmittelbar nordöstlich dieser Kreuzung, auf der Trasse des heutigen Nordrings, stand früher die Herzogmühle, die mit der Begradigung des Roten Mains in den 1930er Jahren ihren Wasserzulauf verlor. Im Februar 1980 wurden deren Gebäude, die auch das 1900 eröffnete erste städtische Elektrizitätswerk beherbergt hatten, abgerissen.
Von dort an bis zur Stadtgrenze verläuft auf der Kulmbacher Straße die Bundesstraße 85. Links schließt die Klinik Herzoghöhe an, eine Reha- und Fachklinik der Deutschen Rentenversicherung. Der jüdische Arzt Albert Würzburger hatte auf diesem Gelände 1894 das Sanatorium Herzoghöhe errichtet, zu dem ab 1907 auch das 1959 abgebrochene „Kurhaus Mainschloß“ gehörte. Dort verbrachte der Schriftsteller Oskar Panizza als Patient seine letzten Lebensjahre. 1936 wurde die Klinik durch NS-Behörden in eine „deutsche Anstalt“ umgewandelt, das Mainschloß wurde 1959 abgebrochen.
Nordöstlich des Sanatoriums wurde die Kulmbacher Straße verlegt, ihr ehemaliger Verlauf entspricht dem der heutigen Drossenfelder Straße. Auf ihren letzten 600 Metern folgt sie der Trasse der 1973 stillgelegten Bahnstrecke nach Thurnau.

## Bauwerke

### Stadtseitig

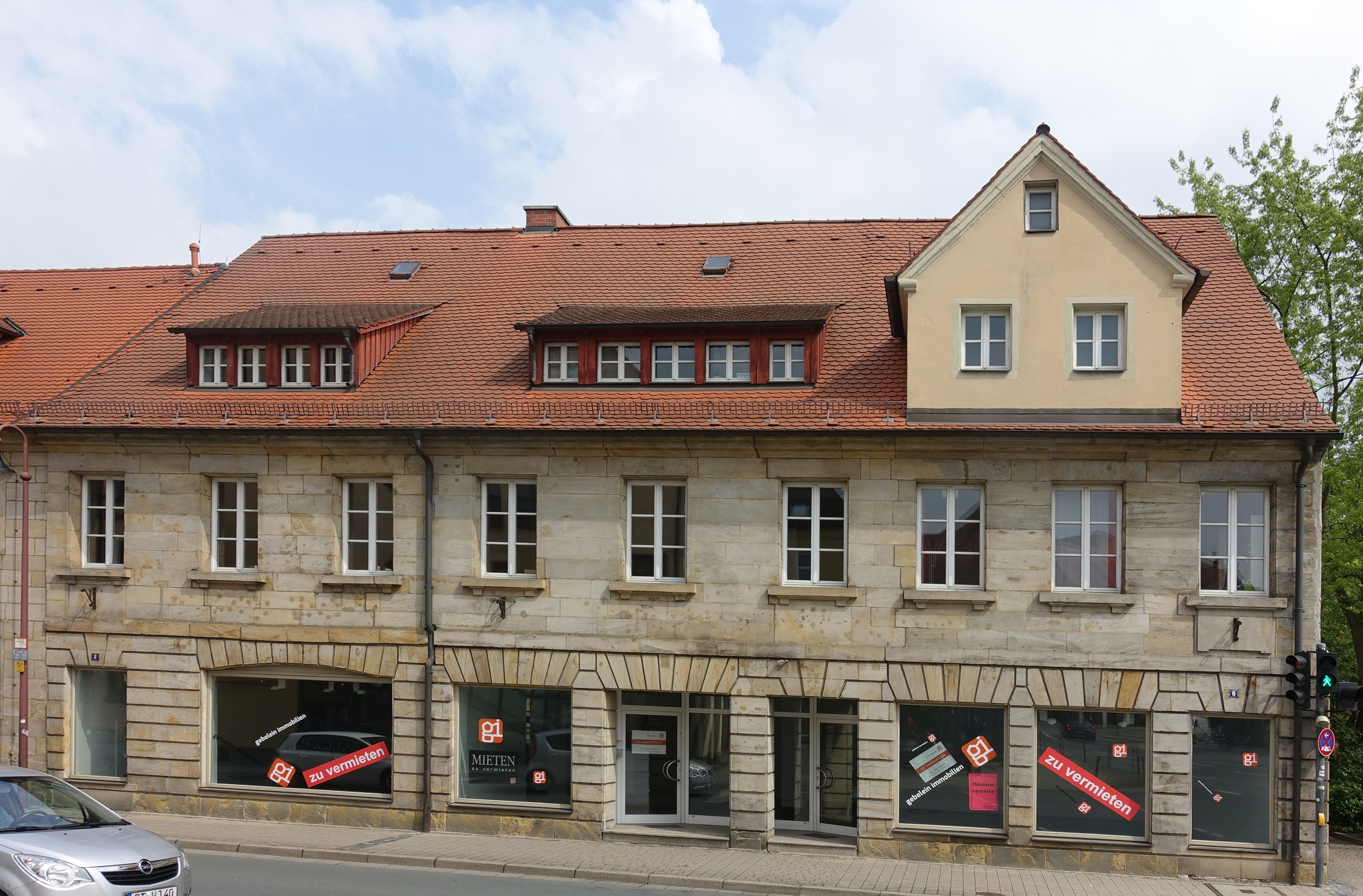
Kulmbacher Straße 6 (rechts) mit Zwerchhaus und Kulmbacher Straße 8

- Kulmbacher Straße 6: Das zweigeschossige Gebäude entstand durch die Zusammenlegung der Häuser 4 und 6, die aus dem 16. Jahrhundert stammen.[9] Das einstige Haus Nr. 4 ist an seinem Zwerchhaus zu erkennen. 1860 richtete der Rotgerbermeister Johann Peter Schlenck eine Gerberei ein, die 1911 auf den Handel mit Leder, Schuhmacherbedarfsartikeln und Treibriemen umgestellt wurde und bis 1986 dort bestand.
- Kulmbacher Straße 8: Das Haus Nr. 8 beherbergte eine Gaststätte und schließt unmittelbar an das Haus Nr. 6 an. Es entspricht optisch jenem weitgehend, zeigte sich in der Front früher jedoch spiegelverkehrt.
- Kulmbacher Straße 9: Langgestreckter, traufständiger Sandsteinquaderbau mit Walmdach aus der Mitte des 19. Jahrhunderts.
- Unteres Tor 16: Zweigeschossiges Eckhaus zur Straße Unteres Tor in Sandsteinbauweise mit Satteldach aus der Mitte des 19. Jahrhunderts; schließt unmittelbar an das Haus Kulmbacher Straße 9 an.
- Kulmbacher Straße 10: Traufständiger, zweigeschossiger Sandsteinquaderbau mit Satteldach von 1787.
- Kulmbacher Straße 16 ½: Die Pläne für den Backsteinbau mit Erkern und Balkonen im Stil der Gründerzeit stammen von Carl Wölfel. Bauherr war Johann S. Böhmer, der im benachbarten Grundstück Nr. 16 eine Schmiermittelfabrik errichtet hatte. Vorher existierte an der Stelle ein Barockgarten, der von einem nur drei Meter tiefen Kulissenhaus („Schweizer-Haus“) abgeschlossen wurde. Da das Gelände Schwemmland war, wurde das Haus Nr. 16 ½ auf Pfählen gegründet. Im Hochparterre war bis 2021 eine große Gastwirtschaft untergebracht.[17]
- Kulmbacher Straße 22: Zweigeschossiges Sandsteingebäude, das unmittelbar an das Haus Nr. 20 anschloss, mit Walmdach. In dem ehemaligen „Wachthauß“ am „Culmbacher Thor“ wurde bis 1939 der Pflasterzoll erhoben.

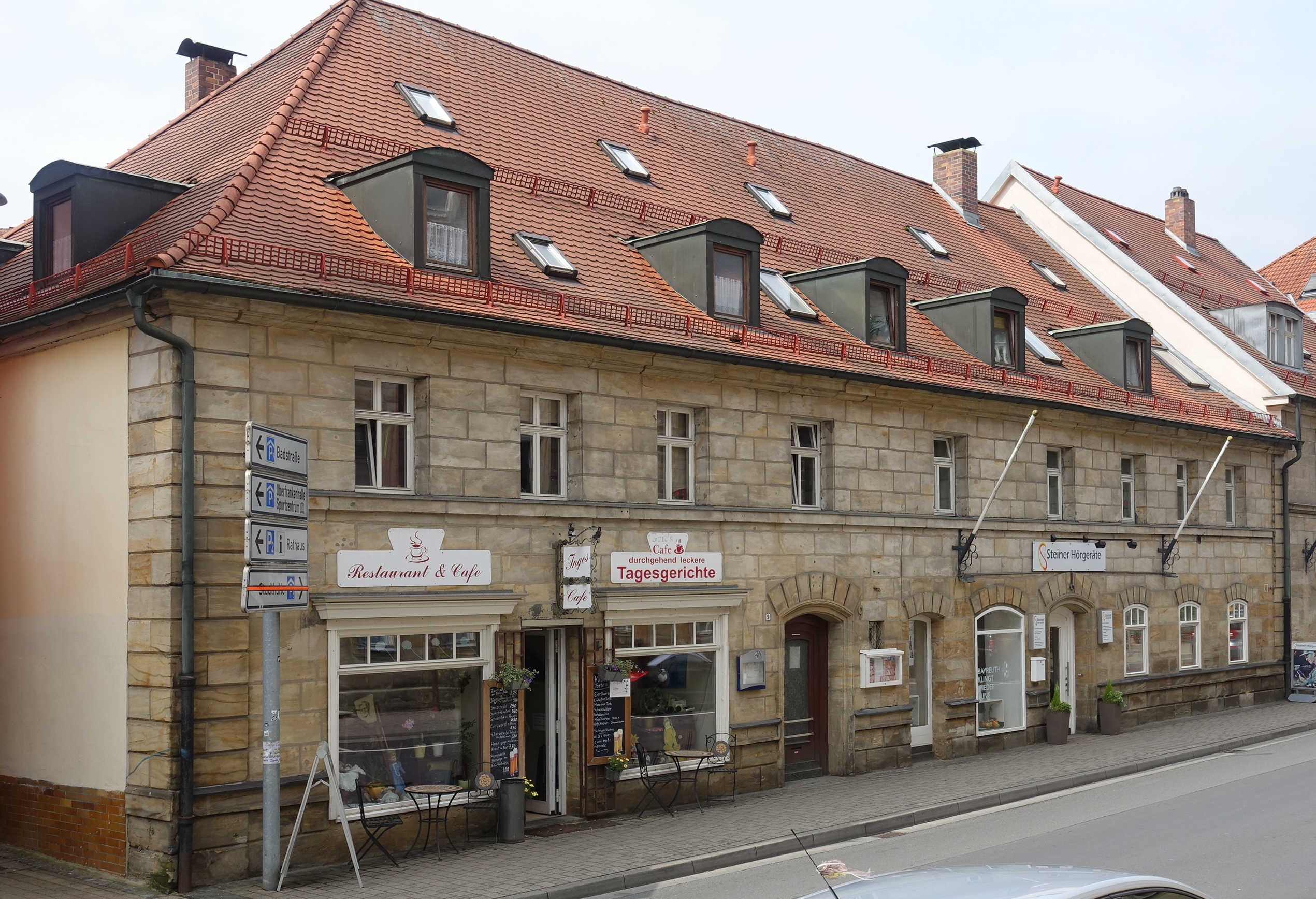
Kulmbacher Straße 9, rechts anschließend Unteres Tor 16
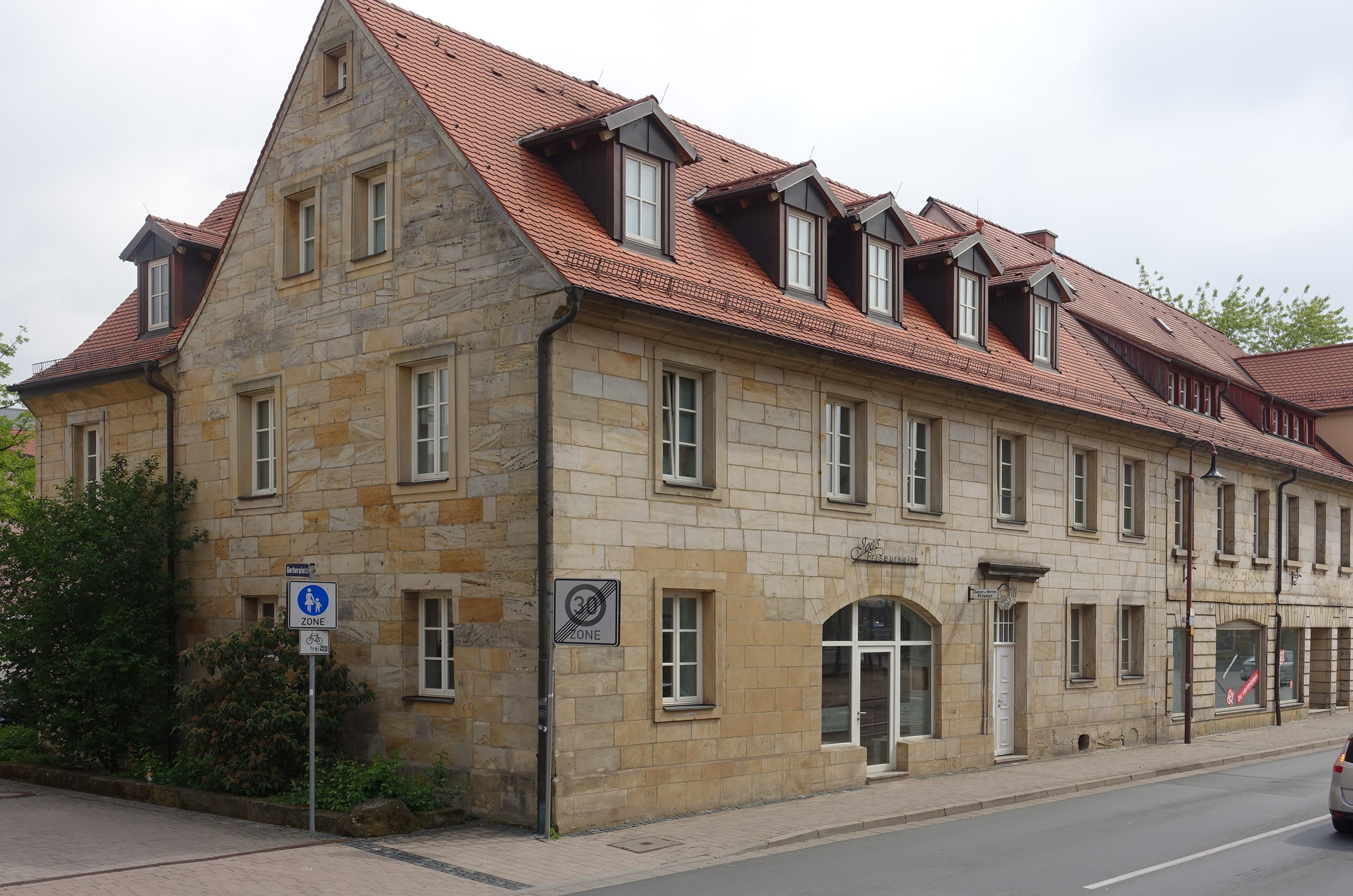
Kulmbacher Straße 10
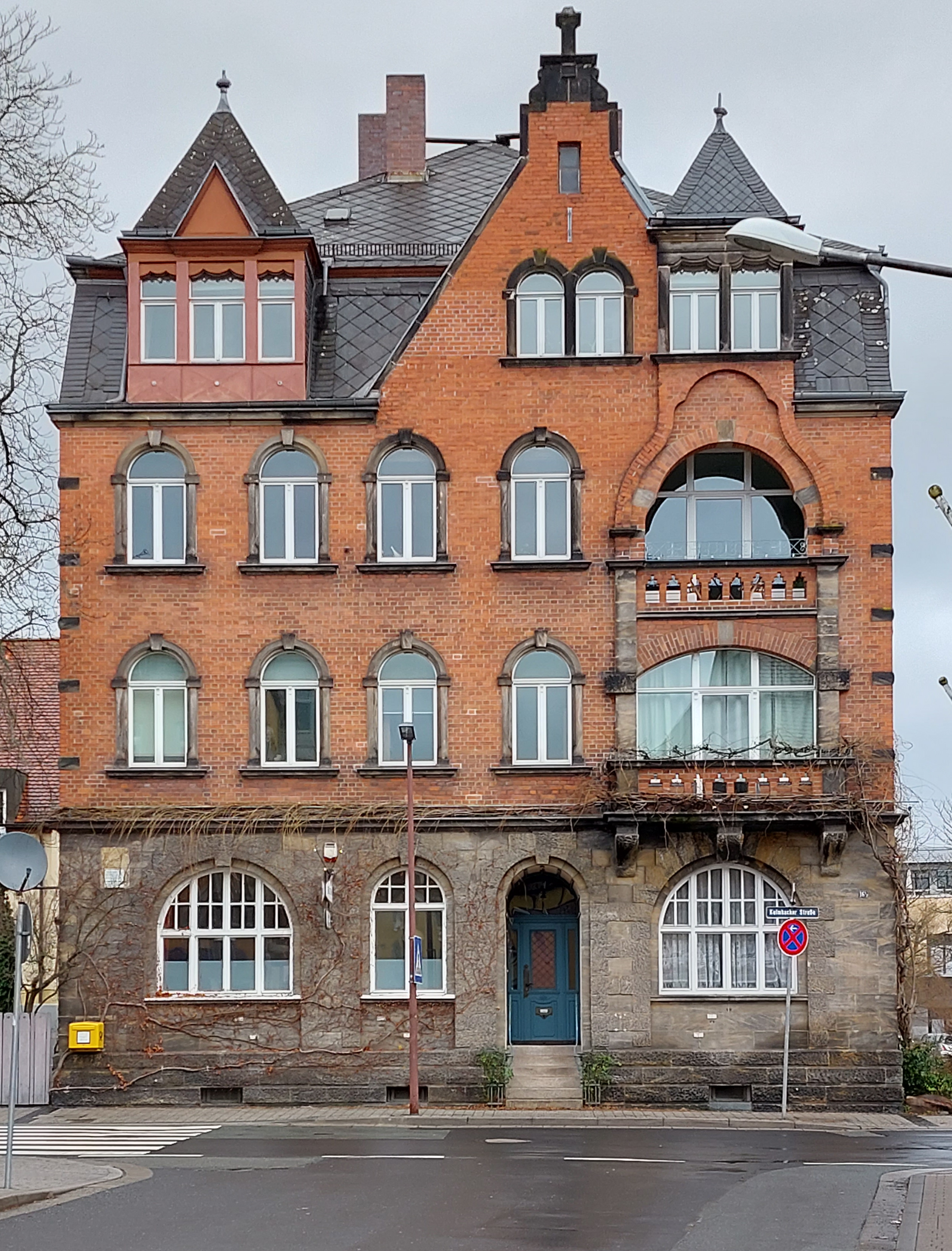
Kulmbacher Straße 16 ½
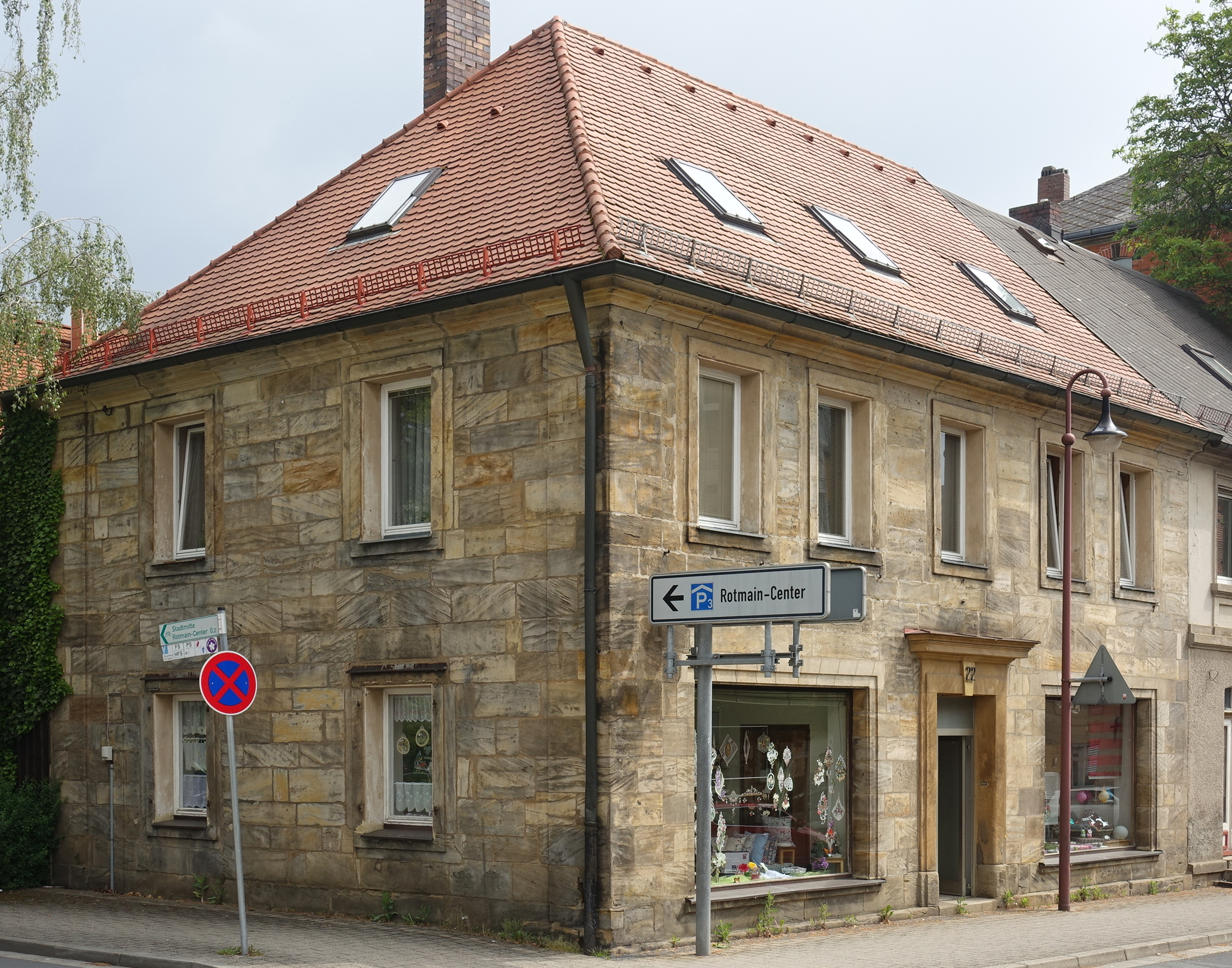
Kulmbacher Straße 22, ehemaliges „Wachthauß“

### Stadtauswärts

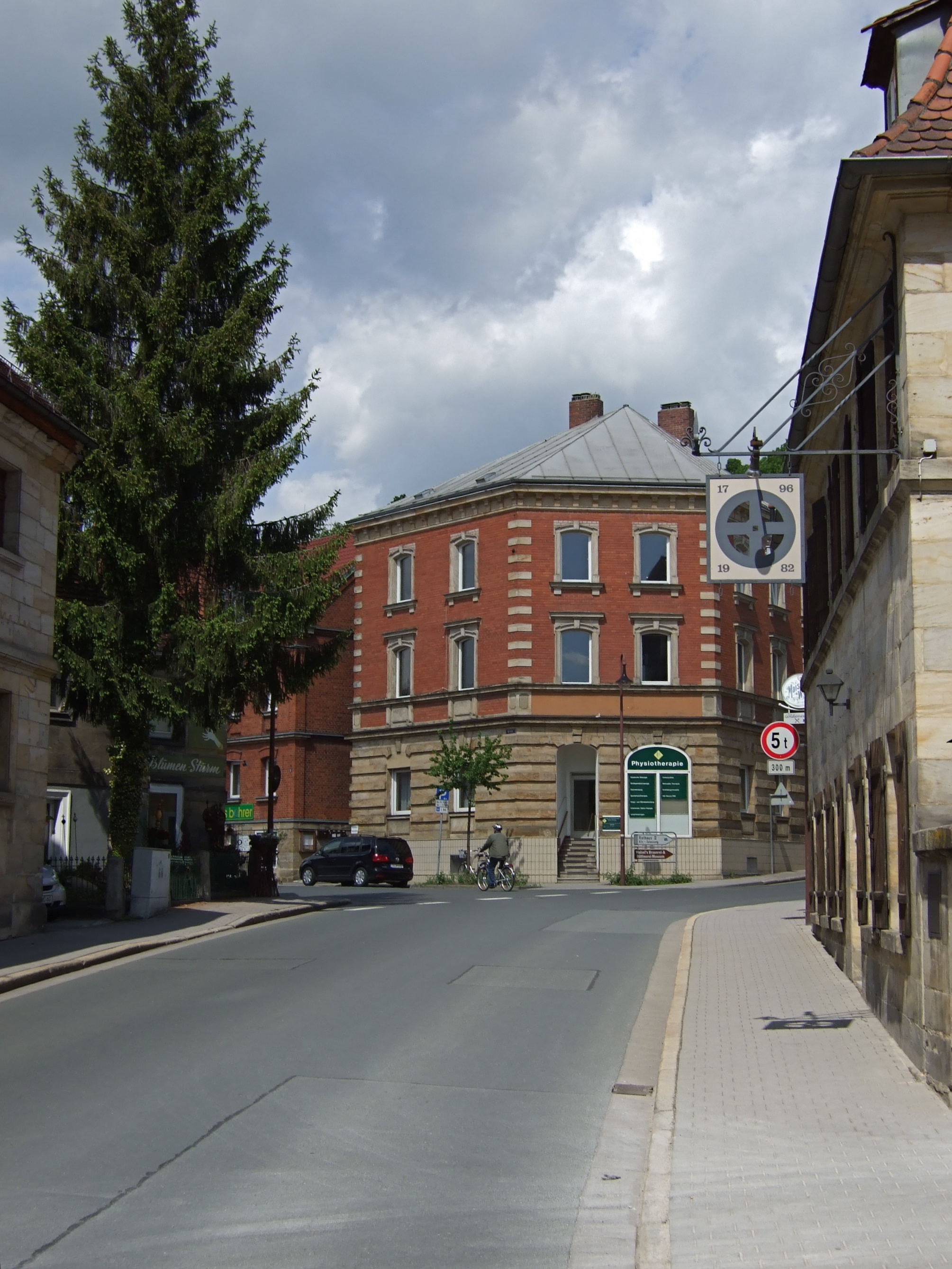
Abzweig der Straße Kreuz (nach links), mittig Kulmbacher Straße 21

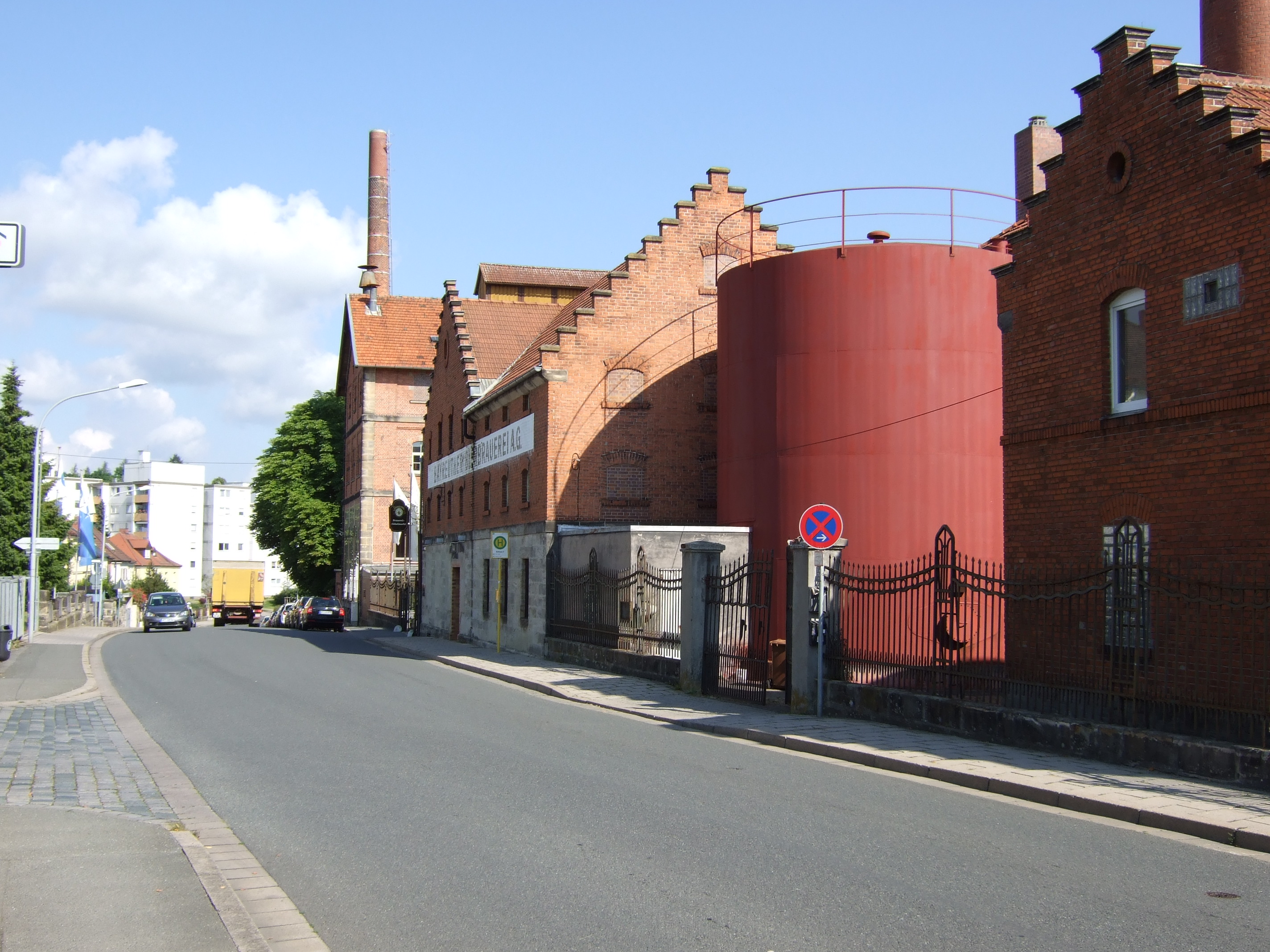
Rechts die Bayreuther Bierbrauerei, im Hintergrund Wohnblöcke an der Stelle der ehem. Kriegsbeschädigtensiedlung

- Mistelbachbrücke: Das über den Mistelbach führende, einst auf fünf Bogen ruhende Bauwerk wurde bereits 1447 erwähnt und bis 1752 wiederholt verändert. Auf Befehl des Markgrafen Friedrich III. erhielt es 1752 den Namen Culmbacher Brücke. Auch als Markgrafenbrücke bezeichnet wird es landläufig „Molzbrückn“[Anm. 3] genannt.[3]
- Kulmbacher Straße 19: Eckhaus am Abzweig der Straße Kreuz, zweigeschossiger Sandsteinquaderbau von 1727 auf hakenförmigem Grundriss mit Walm- und Satteldach.
- Kulmbacher Straße 21: Dreigeschossiges Eckhaus am Abzweig der Straße Kreuz aus dem Jahr 1890,[18] obere Geschosse in Ziegelbauweise.
- Kulmbacher Straße 28: Die einstige „Spiegelmühle“ wurde im Landbuch von 1398 erstmals erwähnt; das heutige Gebäude, ein zweigeschossiger Sandsteinbau, stammt aus dem Jahr 1785. Das Mühlrad an der Westseite des Gebäudes wurde vom Wasser des Mühlgrabens bewegt, einem Seitenkanal des Mistelbachs. Der Mühlenbetrieb endete im Jahr 1943, der Kanal wurde in der Nachkriegszeit aufgelassen. 1982 wurde das Haus zu einem Hotelgasthof umgebaut.[19]
- Kulmbacher Straße 36 bis 42: Ehemalige Braustätte der Brauerei Gebr. Maisel; nachdem die Bierproduktion 1974 in eine moderne Halle an der Hindenburgstraße verlegt wurde, drohte dem Stammhaus zunächst der Abriss. Im Dezember 1981 wurde in dem Industriedenkmal stattdessen das Brauerei- und Büttnereimuseum eröffnet.[20]
- Kulmbacher Straße 60: Am höchsten Abschnitt der Kulmbacher Straße auf dem Herzog entstanden ab 1857/58 die ersten Gebäude der Bayreuther Bierbrauerei.[20]
- Bierkeller: Die Ansiedelung von Braustätten im Bereich der Kulmbacher Straße war dem Umstand zu verdanken, dass sich der untere Hang des Roten Hügels für die Anlage von Kellern eignete. Zu Beginn des 19. Jahrhunderts gab es in Bayreuth etwa 200 Braurechte. Das untergärig gebraute Bier wurde in den Kellern bei konstant niedrigen Temperaturen gelagert. Insgesamt 15 Bierlagerstätten existierten an der Kulmbacher Straße[21] und wurden während der Bombenalarme im Zweiten Weltkrieg auch als Luftschutzräume genutzt. Erste Gänge wurden dort vor der Mitte des 18. Jahrhunderts in den Sandstein getrieben und später zu einer weitläufigen, verzweigten Stollenanlage erweitert.[22]

Die Kellergänge der Bayreuther Bierbrauerei – ursprünglich für den Erzabbau angelegt – können im Rahmen von Führungen besucht werden.

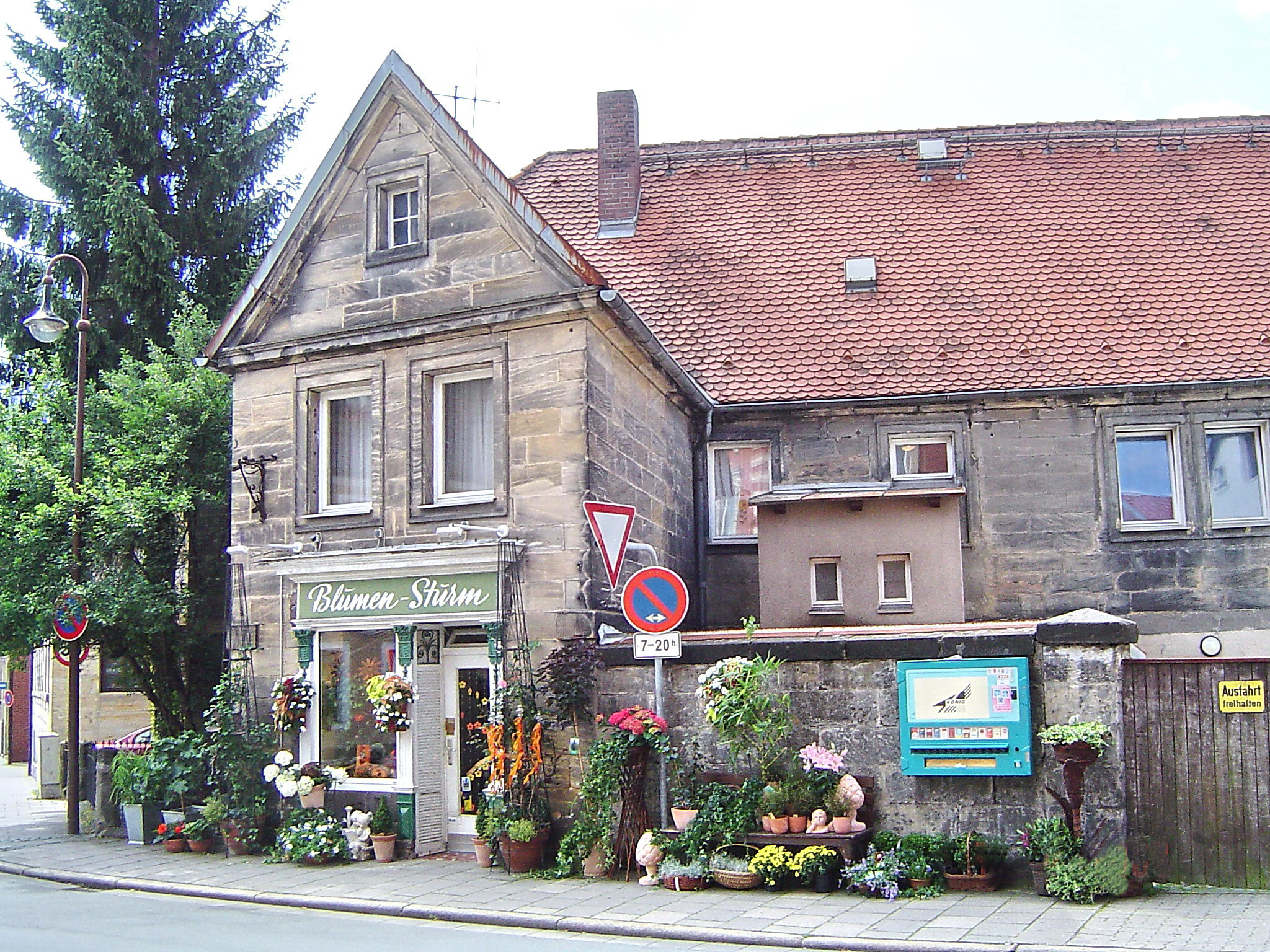
Kulmbacher Straße 19
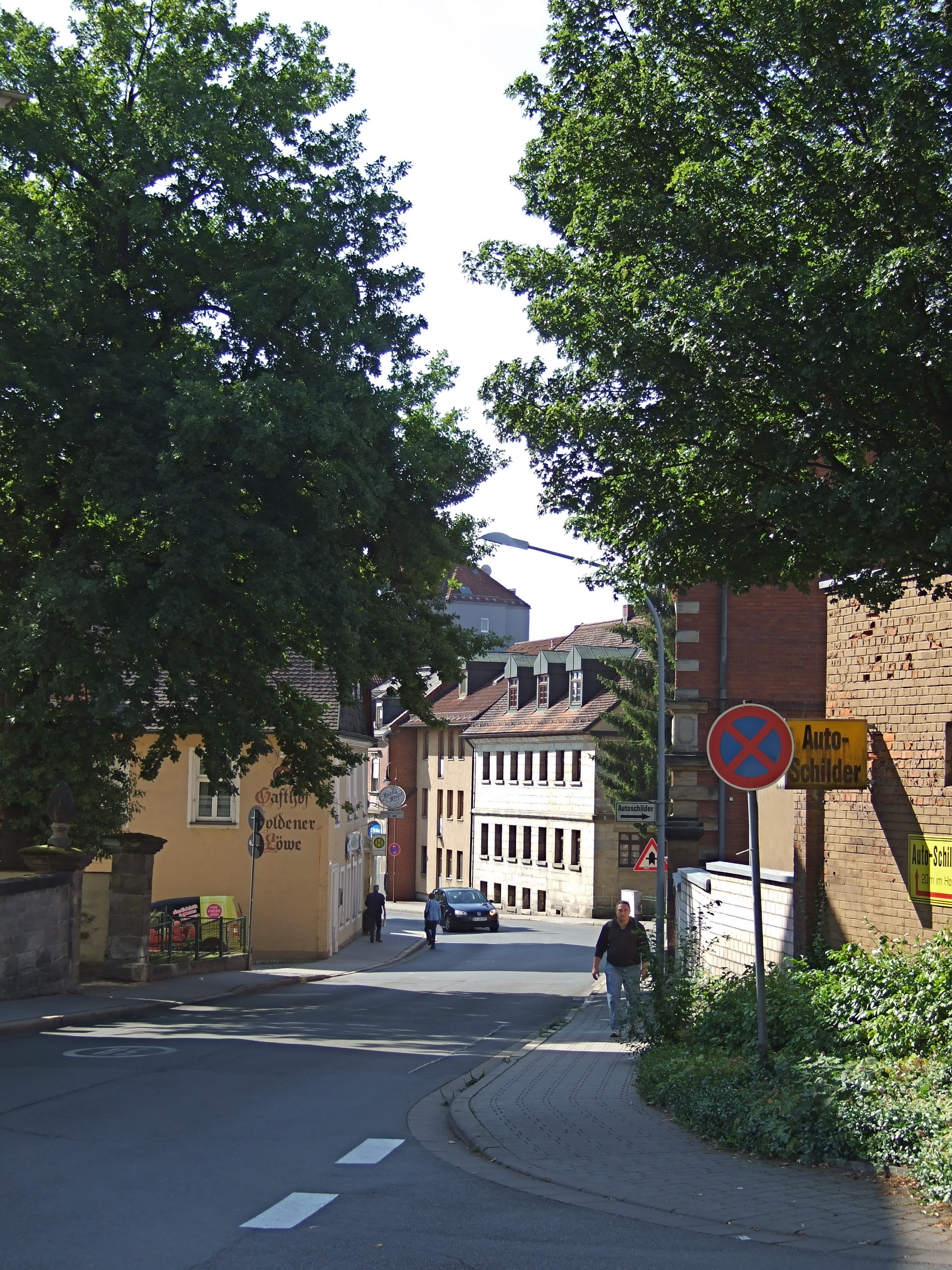
Mündung der Dr.-Franz-Straße, im Hintergrund Kulmbacher Straße 17
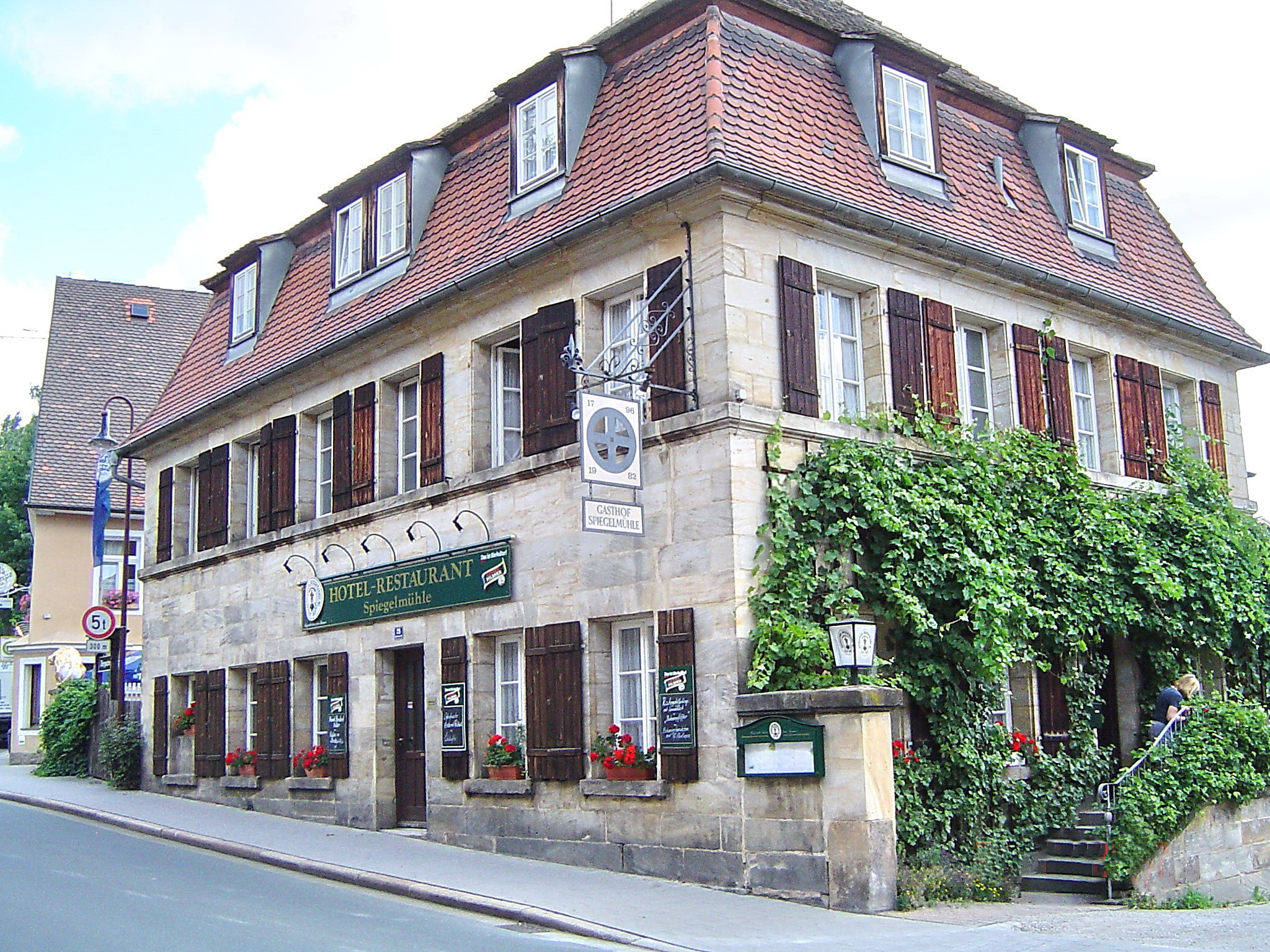
Ehemalige Spiegelmühle (2007)
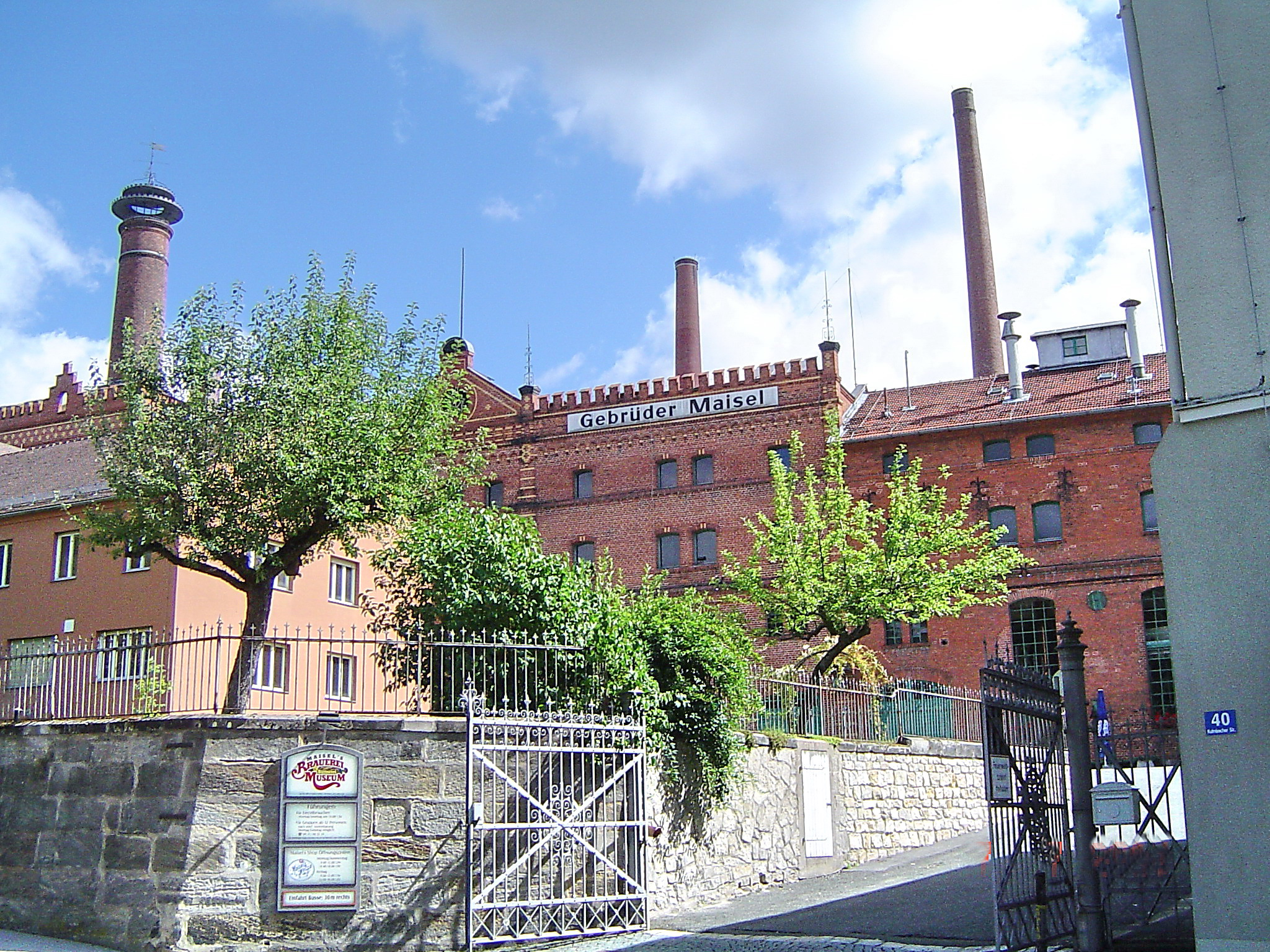
Altbau der Brauerei Gebr. Maisel

## Verschwundene Gebäude

Kulmbacher Straße 25 um 1910, 2007 abgerissen

Sanatorium „Mainschloß“ an der äußeren Kulmbacher Straße, 1959 abgebrochen

Von den Bomben der Alliierten blieb die Kulmbacher Straße verschont. Noch Anfang der 1970er Jahre präsentierte sie sich weitgehend im historischen Zustand. Im Zeitraum 1974 bis 1990 wurden bis auf die Häuser Kulmbacher Straße 9 und Unteres Tor 16 auf ihrer Südseite zwischen der Erlanger Straße und der Brücke über den Mistelbach sämtliche historischen Gebäude abgerissen. Auf der Nordseite wurde das Haus Nr. 2 dem Straßenbau geopfert:
- Erlanger Straße 2: Das Eckhaus zur Erlanger Straße mit der Gaststätte Zum weißen Rössel, ein zweigeschossiger Bau mit Satteldach und Giebel zur Kulmbacher Straße hin[9] musste 1974 dem Bau des Stadtkernrings weichen.
- Kulmbacher Straße 1: Zweigeschossiges Sandsteingebäude aus dem Jahr 1743, im Februar 1974 für den Bau des Stadtkernrings abgebrochen.[5]
- Kulmbacher Straße 2: 1514 wurde das Eckhaus zur Straße Graben erstmals erwähnt. Zuletzt beherbergte das Sandsteingebäude eine Drogerie; 1974 wurde es zugunsten des Stadtkernrings abgerissen.
- Kulmbacher Straße 3: Zweigeschossiges Sandsteingebäude mit Krüppelwalmdach und Giebel zur Straße hin, 1680 erstmals erwähnt.[5]
- Kulmbacher Straße 5: Zweigeschossiges Sandsteingebäude mit Satteldach, vor 1639 erbaut.
- Kulmbacher Straße 7: Das zweigeschossige Sandsteingebäude mit Walmdach wurde in den Jahren 1745/55 errichtet. Das Geburtshaus der Geschwister Jakob und Julius Herz[5] machte im späten 20. Jahrhundert einem Hotelneubau Platz.
- Kulmbacher Straße 11: Der eingeschossige, der Malzfabrik Albrecht vorgelagerte Sandsteinquaderbau beherbergte bis Mitte der 1950er Jahre ein Möbelgeschäft. 1990 wurde das Gebäude abgerissen, heute steht dort ein modernes Wohn- und Geschäftshaus.[3]
- Kulmbacher Straße 13: Der Abriss dieses eingeschossigen Hauses mit der Anmutung einer Scheune erfolgte zeitgleich mit dem des unmittelbar anschließenden Nachbargebäudes Nr. 11;[3] die Hausnummer 13 wurde nicht mehr vergeben.

Auch in Stadtteil Kreuz fielen in der Nachkriegszeit Häuser der Spitzhacke zum Opfer:
- Kulmbacher Straße 17a
- Kulmbacher Straße 25: Im Erdgeschoss des 2007 abgerissenen Jugendstil-Gebäudes an der Ecke zur Dr.-Franz-Straße war bis nach 1945 die Polizeistation des Stadtteils Kreuz untergebracht.[24]

In der äußeren Kulmbacher Straße jenseits der Stadtteils Kreuz wurden 1959 das ehemalige Sanatorium „Mainschloß“ und 1980 die Herzogmühle abgebrochen.